# Deutsche ATSB-Fußballmeisterschaft 1925/26
Die deutsche ATSB-Fußballmeisterschaft 1926 war die siebte vom Arbeiter-Turn- und Sportbund ausgerichtete deutsche Meisterschaft im Fußball. Sieger wurde der Dresdner SV 10.

## Modus und Teilnehmer
Die ATSB-Kreismeister ermittelten in vier regionalen Endrunden die Teilnehmer an der Finalrunde. Der Berliner Kreismeister BFC Alemannia 22 verzichtete wegen zu hoher Reisekosten auf eine Teilnahme an der ostdeutschen Endrunde, so dass nur 16 der 17 Kreismeister an den Meisterschaftsspielen teilnahmen. Gespielt wurde im K.-o.-System.
| Nordwestdeutschland - TSV Bettenhausen - SV Weser 08 Bremen - FSV Laer - FC Union Neumünster | Mitteldeutschland - FT Braunschweig - FT Breslau-Süd - Dresdner SV 10 - SpVgg Ilmenau | Ostdeutschland - BFC Alemannia 22 - TuS Süden Forst - FT Ponarth - FT Stettin-Nemitz | Süddeutschland - SC Böckingen - FT Frankfurt-Westend - BSC München - Vorwärts Neuhofen - TSV St. Leonhard-Schweinau |

## Verbandsmeisterschaften

### Nordwest
Halbfinale
| Datum         |                    | Ergebnis  |                     | Austragungsort |
| ------------- | ------------------ | --------- | ------------------- | -------------- |
| 21. März 1926 | SV Weser 08 Bremen | 5:1 (2:1) | FC Union Neumünster | Bremen         |
| 28. März 1926 | TSV Bettenhausen   | 4:6 (3:1) | FSV Laer            | Kassel         |

Finale
| Datum      |          | Ergebnis |                    | Austragungsort      |
| ---------- | -------- | -------- | ------------------ | ------------------- |
| April 1926 | FSV Laer | 2:1      | SV Weser 08 Bremen | Bochum, Radrennbahn |

### Mitte
Halbfinale
| Datum         |                | Ergebnis  |                 | Austragungsort     |
| ------------- | -------------- | --------- | --------------- | ------------------ |
| 14. März 1926 | SpVgg Ilmenau  | 0:5 (0:1) | FT Braunschweig | Jena, Wacker-Platz |
| 14. März 1926 | FT Breslau-Süd | 1:8 (1:4) | Dresdner SV 10  | Breslau            |

Finale
| Datum         |                | Ergebnis  |                 | Austragungsort |
| ------------- | -------------- | --------- | --------------- | -------------- |
| 28. März 1926 | Dresdner SV 10 | 6:1 (3:0) | FT Braunschweig | Freital        |

### Ost
Halbfinale
| Datum         |                 | Ergebnis   |                   | Austragungsort               |
| ------------- | --------------- | ---------- | ----------------- | ---------------------------- |
| 28. März 1926 | TuS Süden Forst | 10:1 (4:0) | FT Stettin-Nemitz | Forst, Stadion am Wasserturm |

Die FT Ponarth erhielt ein Freilos.
Finale
| Datum          |            | Ergebnis             |                 | Austragungsort |
| -------------- | ---------- | -------------------- | --------------- | -------------- |
| 25. April 1926 | FT Ponarth | 2:3 (2:1, 2:2) n. V. | TuS Süden Forst | Königsberg     |

### Süd
Qualifikation
| Datum        |                   | Ergebnis  |                      | Austragungsort          |
| ------------ | ----------------- | --------- | -------------------- | ----------------------- |
| 6. März 1926 | Vorwärts Neuhofen | 2:6 (1:0) | FT Frankfurt-Westend | Rheinau, Waldspielplatz |

Halbfinale
| Datum            |               | Ergebnis  |                            | Austragungsort |
| ---------------- | ------------- | --------- | -------------------------- | -------------- |
| 28. Februar 1926 | Münchener BSC | 0:3 (0:2) | TSV St. Leonhard-Schweinau | München        |
| 14. März 1926    | SC Böckingen  | 1:4       | FT Frankfurt-Westend       | Böckingen      |

Finale
| Datum          |                            | Ergebnis  |                      | Austragungsort          |
| -------------- | -------------------------- | --------- | -------------------- | ----------------------- |
| 11. April 1926 | TSV St. Leonhard-Schweinau | 3:0 (0:0) | FT Frankfurt-Westend | Rheinau, Waldspielplatz |

## Endrunde um die Bundesmeisterschaft
Halbfinale
| Datum          |                            | Ergebnis  |                 | Austragungsort    |
| -------------- | -------------------------- | --------- | --------------- | ----------------- |
| 25. April 1926 | FSV Laer                   | 3:5 (3:3) | Dresdner SV 10  | Köln, VfR-Stadion |
| 9. Mai 1926    | TSV St. Leonhard-Schweinau | 0:2 (0:1) | TuS Süden Forst | Nürnberg          |

Finale
| Datum        |                | Ergebnis  |                 | Austragungsort           |
| ------------ | -------------- | --------- | --------------- | ------------------------ |
| 29. Mai 1926 | Dresdner SV 10 | 5:1 (1:0) | TuS Süden Forst | Dresden, Ilgen-Kampfbahn |